# Фридрих Август Витцтум фон Екщедт
Фридрих II Август Витцтум фон Екщедт (на немски: Friedrich II August Graf Vitzthum von Eckstädt; * 12 юни 1765 в Дрезден; † 5 март 1803 в Дрезден) е граф от род Витцтум-Екщедт, камерхер и главен данъчен чиновник в Курфюрство Саксония. Той е господар в Тифензе, Лихтенвалде и Ауерсвалде и наследствен господар във Вьолкау и Райбитц.
Той е син на саксонския дипломат граф Лудвиг Зигфрид I Витцтум фон Екщедт (1716 – 1777) и втората му съпруга Августа Ердмута фон Поникау-Пилграм (1738 – 1775), дъщеря на Йохан Фабиан Готлоб фон Поникау-Пилграм (1695 – 1749) и Ердмута Луиза Витцтум фон Екщедт (ок. 1701 – 1752). Брат е на Карл I Александер Николаус Витцтум фон Екщедт (1767 – 1834) и Хайнрих Карл Вилхелм Витцтум фон Екщедт (1770 – 1837).
Той расте в Дрезден и започва кариера при Ветините.
След смъртта на майка му баща му се жени през 1776 г. за Амалия Сибила Елеонора фон Щамер (1749 – 1795). През 1786 г. той наследява заедно с двамата си братя си бездетния си чичо генерал-лейтенант граф Йохан Фридрих фон Витцтум фон Екщедт (1712 – 1786) неговото имение Тифензе (в Бад Дюбен). През 1791 г. братята му му оставят имението, след като е платил за това.
На 15/17 февруари 1792 г. той продава рицарското имение Тифензе заедно със селото Линденхайн на Каролина Вилхелмина фон Айнзидел, родена Винклер, съпругата на Ханс фон Айнзидел-Шьонфелд. През 1794 г. тя продава имението на търговеца от Лайпциг Кристиан Готлоб Хилиг.

## Фамилия
Фридрих II Август Витцтум фон Екщедт се жени на 11 февруари 1790 г. в Дрезден за Каролина Амалия Августа фон Хопфгартен (* 1 септември 1770; † 26 ноември 1858), дъщеря на граф Георг Вилхелм фон Хопфгартен (1740 – 1813) и Кристиана Фридерика Маршал фон Биберщайн (1751 – 1783). Те имат пет деца:
- Матилда Августа Витцтум фон Екщедт (* 23 януари 1794), омъжена за Карл Лудвиг фон Хайнекен († 19 януари 1847)
- Ото Рудолф Витцтум фон Екщедт (* 28 септември 1795)
- Алберт Фридрих Витцтум фон Екщедт (* 27 април 1797, Дрезден; † 6 юли 1860, Лихтенвалде), женен I. на 2 юни 1832 г. в Дрезден за Агнес фон дер Шуленбург (* 14 декември 1812; † 7 октомври 1837, Мюнхен), II. на 10 юли 1844 г. в Дрезден за Йохана Амалия Тереза Антония фон Милтитц (* 1 март 1824, Дрезден; † 1 февруари 1876, Дрезден) и има пет деца
- Херман Август Витцтум фон Екщедт (* 15 октомври 1798)
- Волдемар Витцтум фон Екщедт (* 27 август 1802)